# Hockey Club Merano Junior
L'Hockey Club Merano è una squadra di hockey su ghiaccio di Merano, fondata nel 1968.

## Storia

La rosa del Merano sponsorizzato Lancia nella stagione 1985-86, per la prima volta campione d'Italia.

Fondato nel 1968, partì come sezione dello Sportclub Merano. Dalla prima pista a Maia Bassa, giunse rapidamente a disputare la massima divisione sotto la presidenza di Hansjörg Brunner. Negli anni ottanta del secolo scorso ha vissuto nel palazzo del ghiaccio all'aperto di via Mainardo la propria epoca migliore. In città esplose la passione per l'hockey, nei derby contro gli storici rivali dell'Hockey Club Bolzano si registrarono anche 3000 spettatori. Il culmine fu raggiunto con la vittoria del primo scudetto nella stagione 1985-86, con Brian Lefley in panchina e giocatori con un passato in NHL sul ghiaccio come Bob Manno, Frank Nigro e Mark Morrison. Giunsero a Merano in quel periodo anche molti giocatori che fecero la storia dell'hockey italiano come Gaetano Orlando e Roberto Romano.
Un'epoca forse irripetibile si concluse mestamente con la clamorosa retrocessione subita al termine del campionato 1989-90.
Il successivo campionato di serie B fu vinto nel 1990-91 in finale contro lo Zoldo, ma il nuovo regolamento che imponeva la pista coperta precluse a priori il discorso promozione, costringendo la società ad una parentesi nel campionato cadetto durata sei stagioni. Il campionato 1996-97 prevedeva la partecipazione ai playoff di serie A delle migliori quattro formazioni di serie B. Il Merano riuscì a centrare la qualificazione e si rafforzò con la stella russa Oleg Petrov (secondo molti il miglior giocatore della storia del club) ed il goalie David Delfino, giungendo fino alla semifinale persa contro il Milano. Le partite casalinghe furono disputate al Palaonda di Bolzano. La costruzione del nuovo impianto di gara coperto in via Palade, ultimata proprio nel 1997, diede l'impulso per un breve ma intenso ritorno ai vertici dell'hockey italiano.  Nel 1997 giunsero i due russi Dmitrij Gogolev e Michail Volkov, un anno dopo la mossa decisiva per la vittoria del secondo scudetto nella stagione 1998-98: l'innesto tra i pali dello svedese Åke Lilljebjörn, determinante nella serie di finale contro l'Hockey Club Bolzano con numerosi interventi decisivi.
Gli anni successivi furono deludenti e segnarono l'inizio di un inesorabile declino. Campionati al di sotto delle attese e scarso interesse di pubblico indussero la dirigenza ad autoretrocedersi in serie A2 nel 2004, cedendo in prestito i giocatori italiani più rappresentativi. Dopo due finali di A2 perse contro Vipiteno (2005) e Pontebba (2006), la dirigenza annunciò l'intenzione di risalire di categoria in caso di vittoria del campionato nella stagione 2006/07.  La squadra dominò la stagione e vinse, ma il presidente Hansjörg Brunner decise di rinunciare alla promozione e di lasciare l'incarico al termine del successivo campionato di A2 2007-08. I motivi della scelta furono le spese elevate che era costretto a sostenere sempre da solo ed il ridotto numero di appassionati che avevano sostenuto la squadra durante l'annata appena conclusa.
La dirigenza dell'Hockey Club Merano Junior, creato nel 2002 per lo sviluppo del settore giovanile, decise di iscriversi alla Serie C Under 26 Seconda divisione nel 2008-09 per far continuare l'attività anche a livello senior. Vinto il suddetto torneo, la squadra tornò a disputare la A2 e la dirigenza presentò pubblicamente un programma a medio-lungo termine per raggiungere la serie A nel giro di cinque anni. Al termine del campionato 2012-2013, la società assunse nuovamente la denominazione Hockey Club Merano. Nella stagione 2013-14 giocò in INL, ma l'estate successiva rischiò di scomparire del tutto. Una nuova dirigenza riuscì ad iscriversi alla serie B, rifondando la società con la vecchia denominazione HC Merano Junior ed incaricando la bandiera Massimo Ansoldi del ruolo di allenatore. 
La squadra inizialmente composta da giocatori giovani, fu nel corso degli anni rinforzata da molti elementi di esperienza, tra cui giocatori meranesi ritornati dopo molti anni nella squadra della loro città come Ingemar Gruber e Luca Ansoldi.
Dopo una vittoria (2015-16) e due finali consecutive di Italian Hockey League (il nuovo nome della serie B) perse (2017-18 e 2018-19), e dopo aver perso anche la finale di coppa Italia 19, la società il 15 aprile 2019 ha pubblicato sulla propria pagina Facebook una copia della richiesta scritta di partecipazione al campionato di Alps Hockey League  inoltrata alla FISG. Due settimane dopo, tuttavia, il Merano non compariva nell'elenco ufficiale delle formazioni partecipanti. Non è mai stato reso ufficialmente noto se la domanda di partecipazione sia stata rifiutata dall'organizzazione del torneo o dalla Federazione italiana oppure se la società stessa abbia deciso di ritirarla in un secondo momento.
La squadra prosegue dunque la propria partecipazione nell'Italian Hockey League. La società riesce a riportare a Merano altri due giocatori di esperienza usciti dal vivaio molti anni prima: Thomas Tragust e Christian Borgatello. Il motivo della scelta di Borgatello è "un progetto ambizioso della dirigenza del club con cui si cercherà di giocare quanto prima in un campionato di livello più alto". Il 19 gennaio 2020 il Merano ottiene la prima vittoria in assoluto in Coppa Italia (da qualche anno disputata solo tra le compagini iscritte in Serie B), giunta dopo aver sconfitto in semifinale l'HCV Filatoio 2440 per 5-1 ed in finale l'Hockey Club Varese per 6-5.
L'anno successivo perde sia la finale di coppa Italia che di campionato ma già nella primavera 2021 il club decide nuovamente di chiedere l'iscrizione in Alps Hockey League, decisione che verrà confermata ufficialmente già al termine del campionato 2020-21. Contestualmente il Merano torna quindi, dopo 18 anni, ad iscriversi in Serie A.
La stagione di debutto dei bianco-neri nella lega transfrontaliera è caratterizzata da alti e bassi, dopo un inizio molto positivo la squadra subisce un calo di prestazioni e risultati che costano la panchina a Kim Collins (al suo posto verrà richiamato Massimo Ansoldi). A stagione in corso arrivano due rinforzi di alto profilo: Gennadij Stoljarov e Nikolaj Žerdev, ma nonostante l'inserimento in squadra dei due giocatori russi la regular season si conclude con un 12º posto in classifica e nel successivo qualification round l'accesso ai playoff viene mancato.
Nell'annata successiva 2022-23 il club decide di mantenere l'ossatura principale della squadra aggregando un pacchetto di giocatori stranieri completamente nuovo e affidando al canadese Brad Gratton la guida tecnica. 
Le aquile guadagneranno l'accesso alla final four scudetto concludendo al terzo posto ma la campagna in AHL sarà ancora amara e lontana dai playoff.

## Palaghiaccio
La MeranArena è il complesso sportivo di Merano dove si svolgono gli incontri casalinghi del Hockey Club Merano. Lo stadio del ghiaccio è in grado di contenere complessivamente 3.000 spettatori.

## Rivalità
La rivalità più sentita è quella con la squadra del capoluogo altoatesino, ovvero l'HC Bolzano. La rivalità ha vissuto il suo momento massimo negli anni '80 e '90 con entrambi i club spesso protagonisti per la lotta al titolo. Le due squadre si sono contese la finale scudetto in tre occasioni: 1984, 1988, 1999.

## Palmarès
- Scudetti: 2

1985-1986 e 1998-1999
- Coppe Italia: 1

2019-20
- Serie B: 5

1970-1971, 1977-1978, 1990-1991, 2006-2007, 2015-2016
- Serie C: 2

1969-1970, 2008-2009 (Under 26 Seconda divisione)

## Roster 2024/2025

### Portieri
- 01  Rudy Rigoni
- 33  Matteo Calvi

### Difensori
- 05  Aaron Golser
- 08  Riku Ishida
- 19  Philipp Beber
- 27  Nicholas Rein
- 61  Patrick Madsen
- 64  Elia Carissimi
- 93  Patrick Kuppelwieser

### Attaccanti
- 03  Martin Marinovich
- 07  Massimo Pietroniro
- 09  Patrick Tomasini
- 13  Daniel Gellon
- 15  Giovanni Mandruzzato
- 17  Daniel Mastrocola
- 26  Jakob Fuchs
- 42  Daniel Bäckström
- 42  Pascal Hellweger
- 47  Chad Pietroniro
- 75  David Trivellato
- 77  Pascal Brunner
- 84  Teruto Nakajima
- 89  Skate Skalde
- 95  Tobia Pisetta
- 98  Matthias Castlunger

### Allenatore
Christian Borgatello

## Giocatori

### Maglie ritirate
N. 24 Åke Lilljebjörn
N. 16 Massimo Ansoldi

## Stranieri dell'HC Merano
| #  | Nazionalità | Giocatori |
| -- | ----------- | --- |
| 44 | Canada      | Paul Dionne, Dan D'Alvise, Frank Carnevale, Mark Morrison, Morris Lukowich, Rick Green, Scott MacLeod, Doug Morrison, Cory Keenan, Chris Palmer, Chris Baxter, Mike Burman, Keli Corpse, Darren Ritchie, Steve Barnes, Christian Campeau, Ryan Duthie, Jason Jennings, Richard Laplante, Jim Brown, Domenic Amodeo, Jason Lafrenière, Martin Woods, Dan Currie, Darcy Martini, Jeff Williams, Zarley Zalapski, Mike Harder, John Kachur, Joe Cardarelli, Rod Hinks, Domenic Parlatore, Harlan Pratt, Iain Fraser, Steven Kaye, Adrian Saul, Mike Knight, Chris Lyness, Nicholas Romano, Chris Allen, Tim Konsorada, Charles-Albert Corsi, Taggart Desmet, David Laliberté |
| 9  | Finlandia   | Jari Torkki, Marko Leinonen, Juha-Matti Vanhanen, Jari Suorsa, Antti Hildén, Turo Virta, Matti Tiihonen, Tommi Leinonen, Jari Löfman, |
| 8  | Rep. Ceca   | Ladislav Svozil, Vladimír Jeřábek, Tomáš Sršeň, Marián Kacíř , Zdeněk Nedvěd, Filip Barus, Adam Řehák, David Turoň, Karel Metelka |
| 8  | Stati Uniti | Robert Crawford, Greg Dornbach, Bryan Erickson, Brian McColgan, David Moore, Neil Donovan, Rob Donovan, T.J. Miller |
| 7  | Svezia      | Åke Lilljebjörn, Jens Nordin, Robert Burakovsky, Johan Karlsson, Pontus Morén, Mikael Simons, Viktor Wallin |
| 6  | Russia      | Oleg Petrov, Dmitrij Gogolev, Mikhail Volkov, Vladimir Yeremin, Vjačeslav Uvaev, Denis Eremin |
| 3  | Slovacchia  | [ Miroslav Mosnár, Matúš Kováč |
| 1  | Lettonia    | Leonīds Tambijevs |
| 1  | Slovenia    | Klemen Mohorič |
| 1  | Svizzera    | Sandro Bertaggia |
| 1  | Regno Unito | Scott Campbell |